# Marine nationale (France)
Pour les articles homonymes, voir Marine nationale.
La Marine nationale est la marine de guerre de la République française. C'est une des composantes des Forces armées, avec l'Armée de terre, l'Armée de l'air et de l'espace, la Gendarmerie nationale et les services de soutien interarmées.
En 2021, sa flotte de surface compte 120 bâtiments de plus de 100 tonnes (dont 50 de plus de 1 000 tonnes), hors navires affrétés et unités portuaires (remorqueurs, chalands, etc.). Elle se compose de 82 bâtiments de combat et de 38 bâtiments de soutien. Les marines française, britannique, italienne et espagnole sont les seules puissances européennes à disposer d'un ou plusieurs porte-avions ou porte-aeronefs et la France est le deuxième pays à posséder un porte-avions à propulsion nucléaire, le Charles de Gaulle (le premier pays est les États-Unis). Sa flotte sous-marine est composée de dix unités, toutes à propulsion nucléaire, dont quatre sous-marins nucléaires lanceurs d'engins (SNLE). L'aéronautique navale dispose d'environ 180 appareils (avions et hélicoptères). En 2023, l'effectif de la Marine était de 41 150 personnes, dont 38 350 militaires et 2 800 civils. La marine peut également compter sur le renfort de 5 200 réservistes.
En 2023, les crédits consacrés à la préparation opérationnelle et à l'activité des forces s'élèvent à 3,1 milliards d'euros. Ceux consacrés aux dépenses de personnel s'élèvent à 1,8 milliard d'euros.
Avec un tonnage global à pleine charge d'environ 420 000 tonnes en 2021, la Marine nationale française se place au 7e rang mondial des marines militaires par le tonnage, derrière la Marine américaine, la Marine chinoise, la Marine russe, la Marine britannique, la Marine japonaise, et la Marine indienne.
La devise de la Marine, gravée en lettres dorées sur des plaques au fond bleu fixées sur les superstructures de tous ses bâtiments, est « Honneur, Patrie, Valeur, Discipline ». La Marine est encore aujourd'hui appelée familièrement « la Royale », surnom hérité de l'ancienne marine royale, pour la distinguer de « la marine de commerce ou marine marchande ».

## Histoire
La Marine royale française était quasi inexistante avant 1626.
Elle hérite de plusieurs traditions :
- en Méditerranée celle de l'ordre de Saint-Jean de Jérusalem qui recrutait ses chevaliers dans les meilleures familles de la noblesse française pour former les officiers de la Flotte du Levant dont le principal port était d'abord à Fréjus, puis à Marseille et à Toulon ;
- dans la Manche avec la Normandie qui, depuis Guillaume le Conquérant, a toujours donné des marins intrépides et possédé des ports actifs ;
- dans l'Atlantique, la Marine du duché de Bretagne qui constituera le noyau de la flotte du Ponant. Le droit et les juridictions particulières de la Bretagne, dont sa force militaire marine, vont se conserver jusqu'à la Révolution qui sonnera la fin de l'indépendance administrative et territoriale de la Bretagne, bien que les couronnes françaises et bretonnes fussent réunies depuis 1532.

À la Révolution, la Marine nationale a succédé à la Marine royale, organisée par Richelieu à partir de 1624. Sous les Premier et Second Empires, elle s'est appelée Marine impériale.
La Marine est encore aujourd'hui appelée familièrement « La Royale ». Cette appellation vient du fait que sous la monarchie, les régiments de l'armée appartenaient à des nobles alors que la Marine elle était celle du Roi, qui la finançait lui-même. Une croyance du populaire est que cette formule découle de l'ancienne implantation du Ministère puis de l'État-major de la Marine de guerre française au 2 rue Royale, à Paris, mais elle est fausse.

« D'une ancre d'or entrelacée d'un câble de même » (Marine nationale).

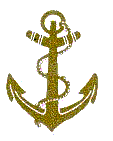
« D'une ancre d'or entrelacée d'un câble de même » (troupes de marine).

Le symbole de la Marine française est depuis l'origine « une ancre d'or » avec un trabe ou un jas droit, qui figurait dans les attributs des armoiries des amiraux de France. Elle est devenue « entrelacée d'un câble » ou grelin en 1819 « partant par la droite, laissant la verge claire, et sortant sur la patte droite » puis à partir de 1830 « à simple enroulement en forme de S inversé », et figure depuis 1768 et 1772 sur les uniformes des officiers et des troupes de marine, les armes, les navires, les courriers, affiches et documents officiels, la vaisselle, les couverts, équipements, bâtiments, armes, etc. de la Marine. Les troupes de marine ont pour emblème une ancre de même, mais avec un jas courbé dont les pointes sont tournés vers le haut, et un câble à partir de 1845. Cette ancre est portée sans le câble à partir de 1900 par l'ensemble des troupes coloniales, et avec à partir de 1920. L'ancre était surmontée, selon les régimes, d'une couronne impériale ou royale, et accompagnée de divers attributs comme des canons croisés pour l'artillerie de marine. L'ancre du commissariat de l'Armée de terre, fusionnée avec celle de la Marine, est défini par l'Instruction du 27 juillet 1990 prévoyant que « le câble s'enroule une seule fois autour de la verge de l'ancre » en passant d'abord dessus, ensuite dessous, « et ressort sur le dessus du bras droit », ce qui est le mouvement contraire de celles des Troupes de marine définie par l'Instruction du 21 juin 1985 prévoyant que « le câble s'enroule deux fois autour de la tige et ressort par le dessous du bras gauche ».
Le symbole de la Marine nationale a été remplacé en 1990 par un logo figurant une étrave de navire de guerre blanche avec deux gerbes d'écumes bleu et rouge, et l'inscription « Marine nationale », le chef d'état-major de la Marine était Bernard Louzeau.

## Missions
La Marine nationale opère sur toutes les mers du monde. Des eaux territoriales à la haute mer, elle conduit des actions de défense et de sécurité pour protéger les approches maritimes et les intérêts nationaux. Elle est également un acteur central de la dissuasion nucléaire. Ses missions : dissuader, protéger, connaître et anticiper, intervenir, prévenir.

### Dissuasion
L'objet de la dissuasion est :

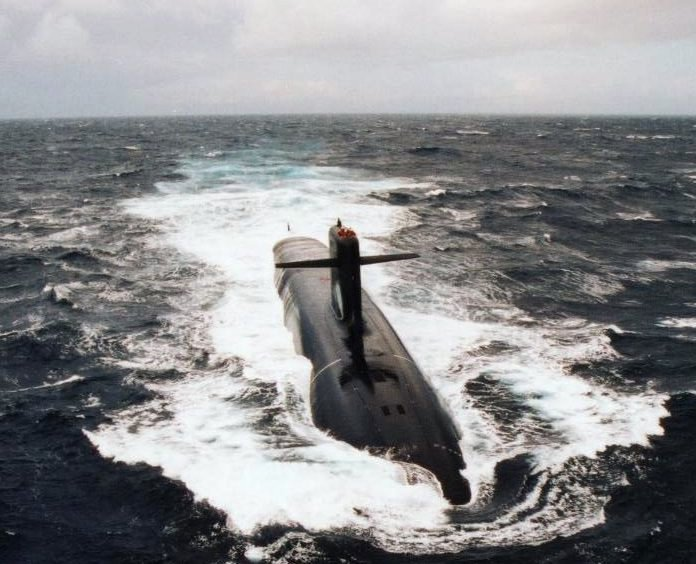
Le SNLE Téméraire (S617)

- de faire face à une agression majeure qui remet en cause l'existence de la France (en particulier son territoire et sa souveraineté) par une puissance étrangère hostile ;
- de faire face aux menaces que pourraient faire peser des puissances régionales sur les intérêts vitaux de la France par la menace d'une frappe nucléaire de riposte.

La dissuasion nucléaire est au cœur de la stratégie de la défense nationale. L'objectif de la doctrine nucléaire reste néanmoins celle du non-emploi. La capacité nucléaire française repose, en 2014, sur :
- les missiles balistiques mer-sol M51 qui équipent les quatre sous-marins nucléaires lanceurs d'engins de la classe Le Triomphant en remplacement des six de la classe Le Redoutable de la Force océanique stratégique (FOST) ;
- les missiles de croisières (ASMPA) pour la composante aéroportée dont font partie les avions de l'Armée de l'air et de l'aviation navale.

### Protéger

#### Action de l'état en mer
Subordonnée au préfet maritime en métropole et au délégué du gouvernement outre-mer, l’AEM recouvre les missions maritimes d’intérêt public exécutées par l’État. Acteur majeur de l’AEM, la Marine fournit les moyens navals, aériens et terrestres permettant l’exercice des actions de service public et de police en mer (police des pêches, lutte contre les pollutions en mer, lutte contre les trafics illicites,recherche et sauvetage en mer, neutralisation des engins explosifs historiques)

#### Défense maritime du territoire (DMT)
La défense maritime du territoire (DMT) vise à surveiller les approches du territoire national sur ses façades maritimes, à renseigner les autorités sur les activités suspectes ou hostiles en mer et les menaces d’origine maritime et à s’opposer aux actions menées contre le territoire depuis la mer. La Marine participe en permanence à la protection du territoire national et de ses approches avec ce dispositif permanent de surveillance et d’intervention mis en place sur près de 20 000 km de côtes.

#### Lutte antipollution
Acteur de la sécurité environnementale, la Marine nationale est en première ligne pour protéger les mers et le littoral grâce à un dispositif d’alerte permanent et à sa capacité d’intervention lors de situations extrêmes impliquant des navires en difficulté. Son centre d’expertises pratiques de lutte antipollution (CEPPOL), implanté à Brest, définit les matériels dans ce domaine, assure une veille technologique, forme et prépare ses équipes pour déployer des experts en cas de sinistre et conseiller sur les stratégies de lutte.

#### Secours et assistance aux populations
Les moyens de la Marine sont capables de porter assistance aux populations confrontées à des situations d’urgence ou de crise. Elle sauve également plus de 300 vies par an en participant aux opérations de secours aux navires et aux personnes en détresse en mer, coordonnées par les centres régionaux opérationnels de surveillance et de sauvetage (CROSS).

### Intervenir
La Marine est appelée à se déployer loin et longtemps pour assurer la défense des intérêts de la France et de ses ressortissants partout dans le monde. Avec ses moyens de projection de puissance et de force, elle intervient au plus proche des menaces, inscrit son action dans la durée et se tient prête à intervenir sans délai en cas de dégradation de la situation en mer et à terre

#### Projection de puissance

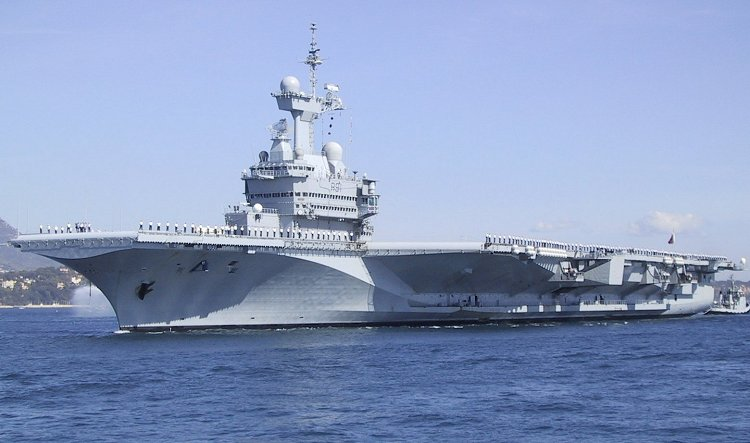
Le porte-avions Charles de Gaulle

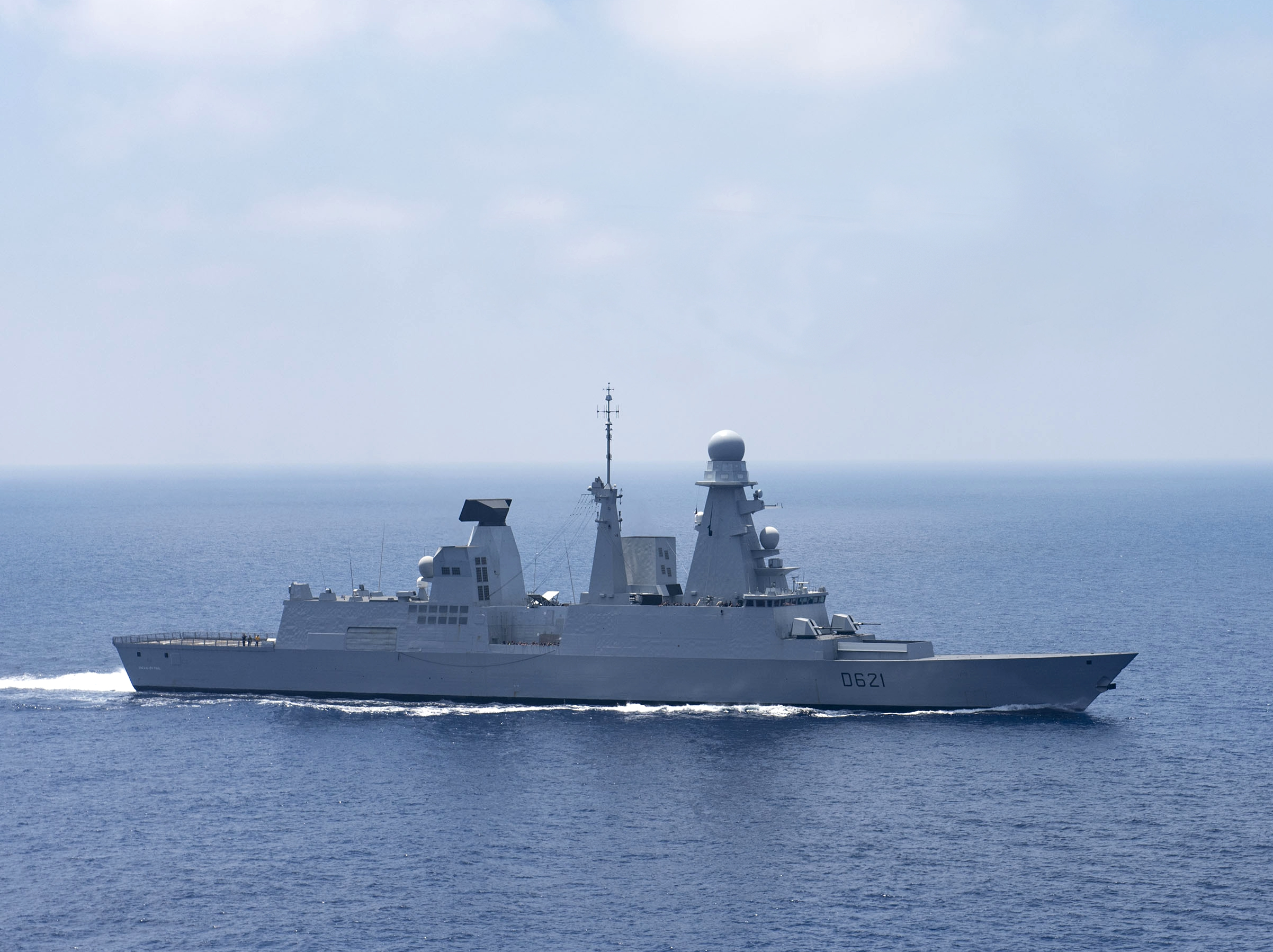
La frégate de défense aérienne Chevalier Paul en mer le 15 juillet 2017

C’est le Groupe aéronaval (GAN) qui incarne la projection de puissance dans la durée. Autour du porte-avions Charles de Gaulle, accueillant l’état-major du groupe aéronaval et le groupe aérien embarqué, le GAN se compose ou bénéficie du soutien de plusieurs frégates françaises et de marines alliées avec leur hélicoptère embarqué,d’un bâtiment de ravitaillement,d’avions de patrouille maritime basés à terre et de sous-marins nucléaires d’attaque. À bord, avions et hélicoptères composent le groupe aérien embarqué (GAé). Capable de se déployer loin et longtemps, le GAN permet d’affirmer la présence militaire française.
Outil de projection de puissance, le missile de croisière naval (MdCN), embarqué et mis en œuvre par les frégates multi-missions et les nouveaux sous-marins nucléaires d’attaque de classe Suffren, offre au chef des armées des options stratégiques complémentaires du groupe aéronaval. Ce missile permet à la Marine de conduire des frappes vers la terre dans la profondeur

#### Projection de force
Capables d’accueillir un état-major embarqué, les porte-hélicoptères amphibies sont également à même de projeter des forces amphibies, terrestres ou aériennes. Les commandos Marine, ou « forces spéciales mer », réalisent des actions de combat ciblées : des opérations spéciales aéromaritimes, comme des assauts à la mer, de la reconnaissance, des missions de lutte contre la piraterie et les trafics, ainsi que des opérations spéciales à terre, comme la libération d’otages ou l’évacuation de ressortissants.

### Prévention - Connaissance anticipation
Grâce aux différents moyens qu’elle déploie dans le monde, la Marine dispose de nombreux capteurs lui permettant d’entretenir sa connaissance des zones de crise potentielles et de détecter, au plus tôt, l’apparition de nouvelles tensions. Chaque unité déployée y participe, que ce soit dans les domaines électromagnétiques, acoustiques ou « image » voire humain. Dans les zones fragilisées par la piraterie ou la pêche illicite, en plus de ses interventions, la Marine fait de la prévention de crise et contribue à la sécurité maritime en organisant des formations et des entraînements au profit des marines locales.

## Organisation

### Organisation générale
L'organisation générale de la Marine nationale est fixée par le chapitre III du titre II du livre II de la troisième partie du code de la défense créé par les décrets no 2008-1218 et no 2008-1219 du 25 novembre 2008.
La Marine est constituée de formations réparties entre :
- l'état-major de la Marine ;
- les forces maritimes ;
- les commandements maritimes à compétence territoriale ;
- les services ;
- les organismes de formation du personnel[7].

### Organisation du commandement

#### Commandement opérationnel
Pour les opérations relevant de l'action de l'État en mer, elles sont mises en œuvre par les trois préfets maritimes sous l'autorité du Premier ministre qui dispose du Secrétariat général de la mer.
Pour les opérations militaires, les forces maritimes, comme l'ensemble des forces armées, sont sous le commandement opérationnel du chef d'état-major des armées (CEMA). Le chef d'état-major de la Marine (CEMM) est le conseiller du CEMA pour l'emploi des moyens navals et aéronavals.
Pour faciliter la conduite des opérations, le chef d'état-major des armées désigne généralement des contrôleurs opérationnels chargés de déployer les forces qui leur sont affectées et de leur donner des ordres nécessaires pour accomplir la mission fixée.
Les contrôleurs opérationnels sont :
- soit, un officier général désigné pour la circonstance pour une mission particulière (opérations lourdes en général) ;
- soit, de manière permanente, les commandants de zone maritime qui assurent le contrôle opérationnel des forces déployées dans leur zone de compétence :
  - en métropole :
    - le commandant de la zone maritime Atlantique (CECLANT), basé à Brest ;
    - le commandant de la zone maritime Méditerranée (CECMED), basé à Toulon ;
    - le commandant de la zone maritime Manche et mer du Nord (COMNORD[8]), basé à Cherbourg ;

  - et outre-mer :
    - le commandant de la zone maritime Antilles, (COMSUP FAA) ;
    - le commandant de la zone maritime océan Indien (ALINDIEN) ;
    - le commandant de la zone maritime océan Pacifique (ALPACI) ;
    - le commandant de la zone maritime zone sud de l'océan indien ZSOI ( COMSUP FAZSOI)
    - le commandant de la zone maritime de Nouvelle-Calédonie (COMSUP FANC)
- soit, pour le déploiement des SNLE, le commandant de la Force océanique stratégique (ALFOST).

#### Commandement organique
Comme les autres chefs d'état-major d'armées, le chef d'état-major de la Marine (CEMM) est responsable devant le CEMA et le ministre de la Défense de l'organisation, de la préparation, de l'emploi de ses forces ainsi que de leur programmation.
Ces forces sont divisées en quatre grandes composantes :
- la force d'action navale (FAN) ;
- les forces sous-marines (FSM) ;
- la force maritime de l'aéronautique navale (AVIA) ;
- la force maritime des fusiliers marins et commandos (FORFUSCO).

## Les forces
La liste des unités de la Marine actuellement en service est disponible en ligne.

### La force d'action navale (FAN)
La force d'action navale (FAN) rassemble, à quelques unités près, l'ensemble des bâtiments de surface de plus de 100 tonnes, en métropole et outre-mer, hors navires affrétés et unités portuaires (remorqueurs, chalands, etc.). Elle compte en 2020 10 100 marins et 111 bâtiments. Elle fournit l'essentiel de la contribution de la Marine aux missions de prévention et de projection. Elle est placée sous le commandement de l'amiral commandant la FAN (ALFAN) basé à Toulon.
Elle comprend six grandes catégories de bâtiments de surface :
- le groupe aéronaval et sa Force Aéronavale Nucléaire (FANu), autour du porte-avions nucléaire Charles de Gaulle ;
- la force amphibie :
  - 3 porte-hélicoptères amphibies (PHA) (anciennement bâtiments de projection et de commandement, BPC) de classe Mistral ;
  - 4 engins de débarquement amphibie rapide (EDA-R) ;
  - 4 engins de débarquement amphibie standard (EDA-S);
  - 9 chalands de transport de matériel (CTM) ;

- des frégates de combat :

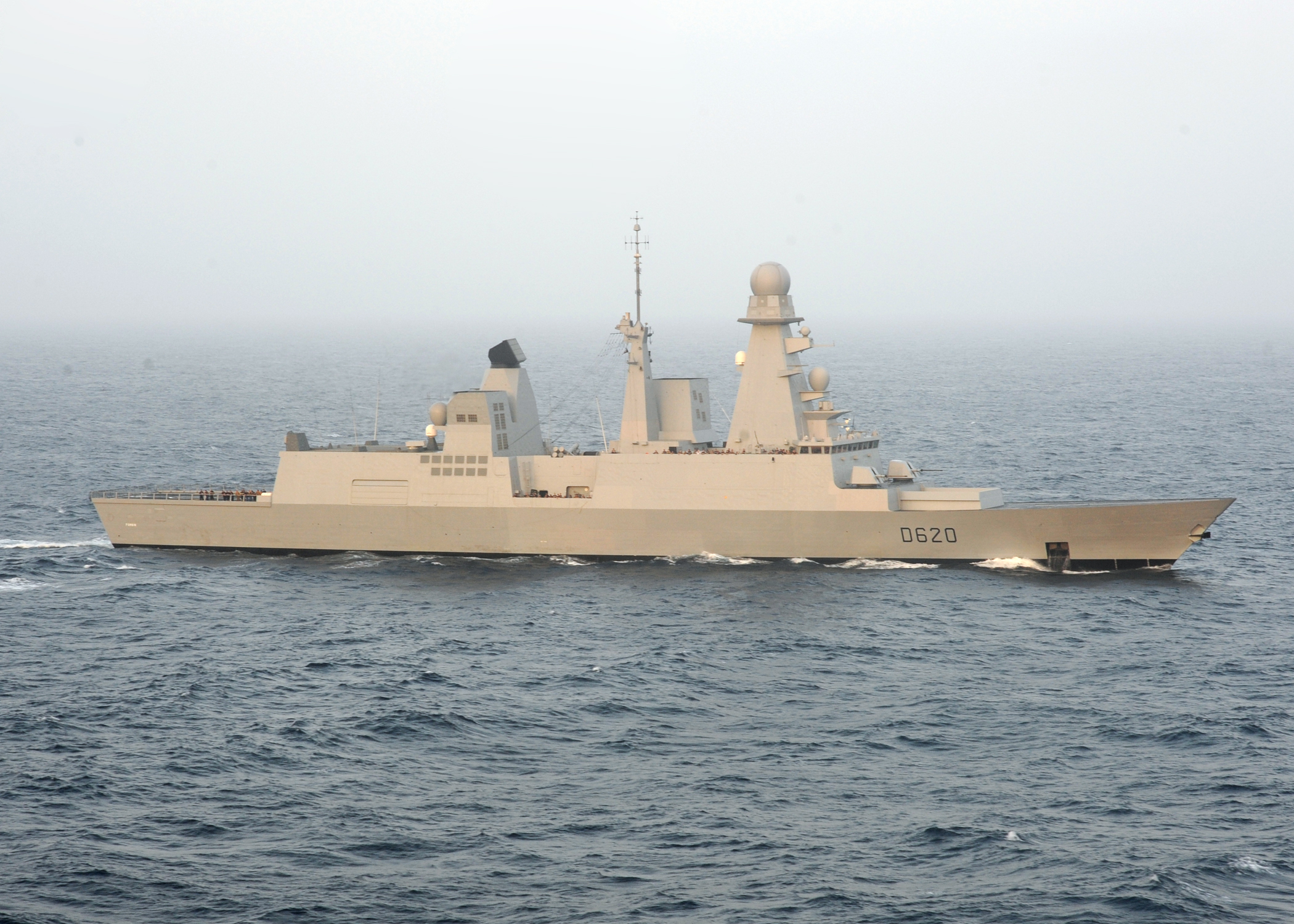
La FDA Forbin (D620)

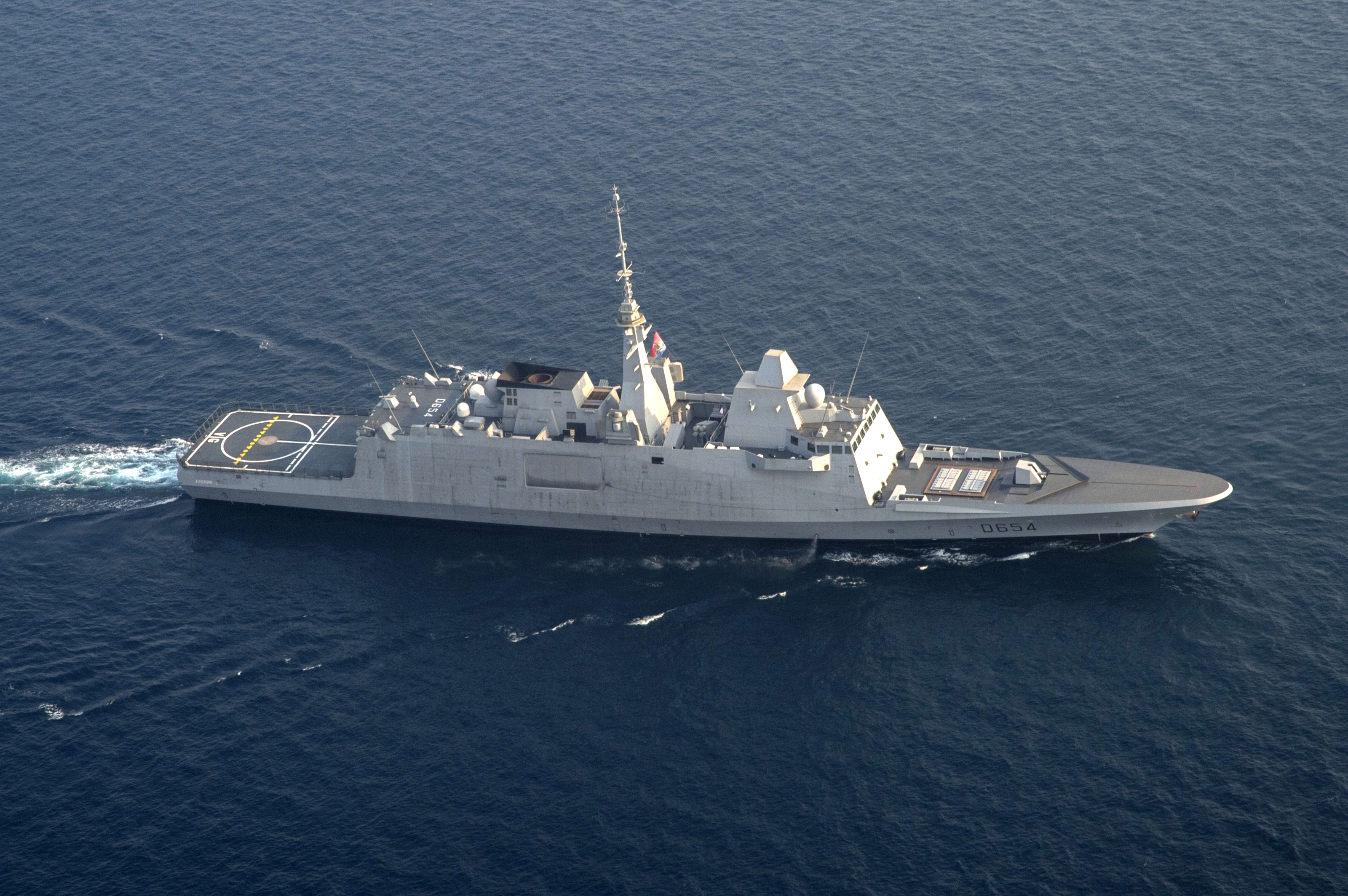
La FREMM Auvergne (D654)

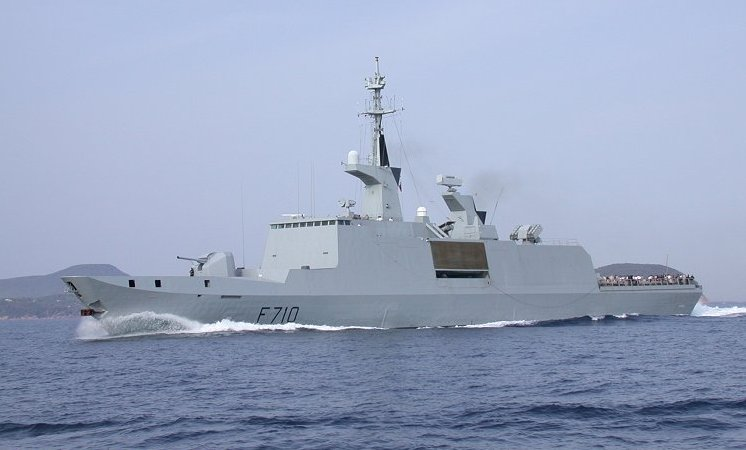
La frégate La Fayette (F710)

  - Frégates de premier rang (classées comme des destroyers dans la classification OTAN)
    - 2 frégates de défense aérienne de classe Horizon ;
    - 8 frégates multimissions de classe Aquitaine ;

  - Frégates de second rang (classées comme des frégates dans la classification OTAN)
    - 5 frégates légères furtives de classe La Fayette ;
- la force de guerre des mines :
  - 9 chasseurs de mines de classe Éridan ;
  - 4 bâtiments bases de plongeurs démineurs de classe Vulcain ;
  - 3 bâtiments remorqueurs de sonars de classe Antarès ;
- des bâtiments de souveraineté :
  - 6 frégates de surveillance de classe Floréal, basées outre-mer ;
  - 5 patrouilleurs hauturiers de classe d'Estienne d'Orves ;
  - 11 patrouilleurs légers (3 classe OPV 54, 2 classe Auguste Bénébig, 3 classe La Confiance, 3 divers) ;
- des bâtiments de soutien :
  - 1 bâtiment de commandement et de ravitaillement (BCR) de classe Durance (pétroliers ravitailleurs) ;
  - 1 bâtiment ravitailleur de force (BRF) de classe Jacques Chevallier ;
  - 3 bâtiments d'essais et de mesures ;
  - 1 bâtiment de soutien à la plongée ;
  - 4 bâtiments de soutien et d'assistance métropolitain (BSAM) de classe Loire ;
  - 4 bâtiments de soutien et d'assistance outre-mer (BSAOM) de classe d'Entrecasteaux ;
  - 4 bâtiments hydrographiques ;
  - 1 navire polaire ;
  - 15 navires-écoles.

### Les forces sous-marines (FSM)

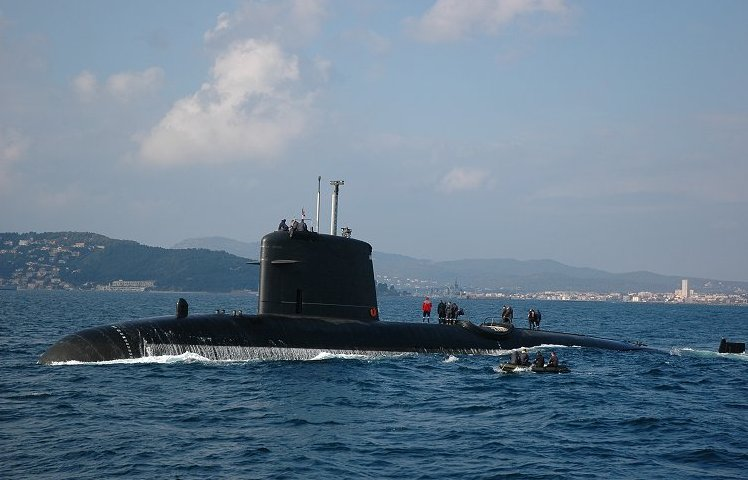
SNA Casabianca en 2005

La force océanique stratégique (FOST) est la composante principale de la force de dissuasion nucléaire française. Elle garantit l'assurance d'une frappe en second (frappe de riposte) avec une permanence d'un à deux sous-marins en patrouille à la mer.
Elle est constituée de quatre sous-marins à propulsion nucléaire lanceurs d'engins balistiques (SNLE), basés à l'île Longue, près de Brest.
- 4 SNLE de classe Le Triomphant.

Les six sous-marins nucléaires d'attaque (SNA), basés à Toulon, participent aux missions de prévention, de projection et de protection. Ils se composent de :
- 2 SNA de classe Rubis ;
- 3 SNA de classe Suffren.

L'ensemble des forces sous-marines est placé sous le commandement de l'amiral commandant la FOST (ALFOST), basé à Brest.
Chacun des dix sous-marins français a deux équipages (appelés « Bleu » et « Rouge ») pour permettre leur déploiement à la mer plus de 200 jours par an.

### La force maritime de l'aéronautique navale (AVIA)

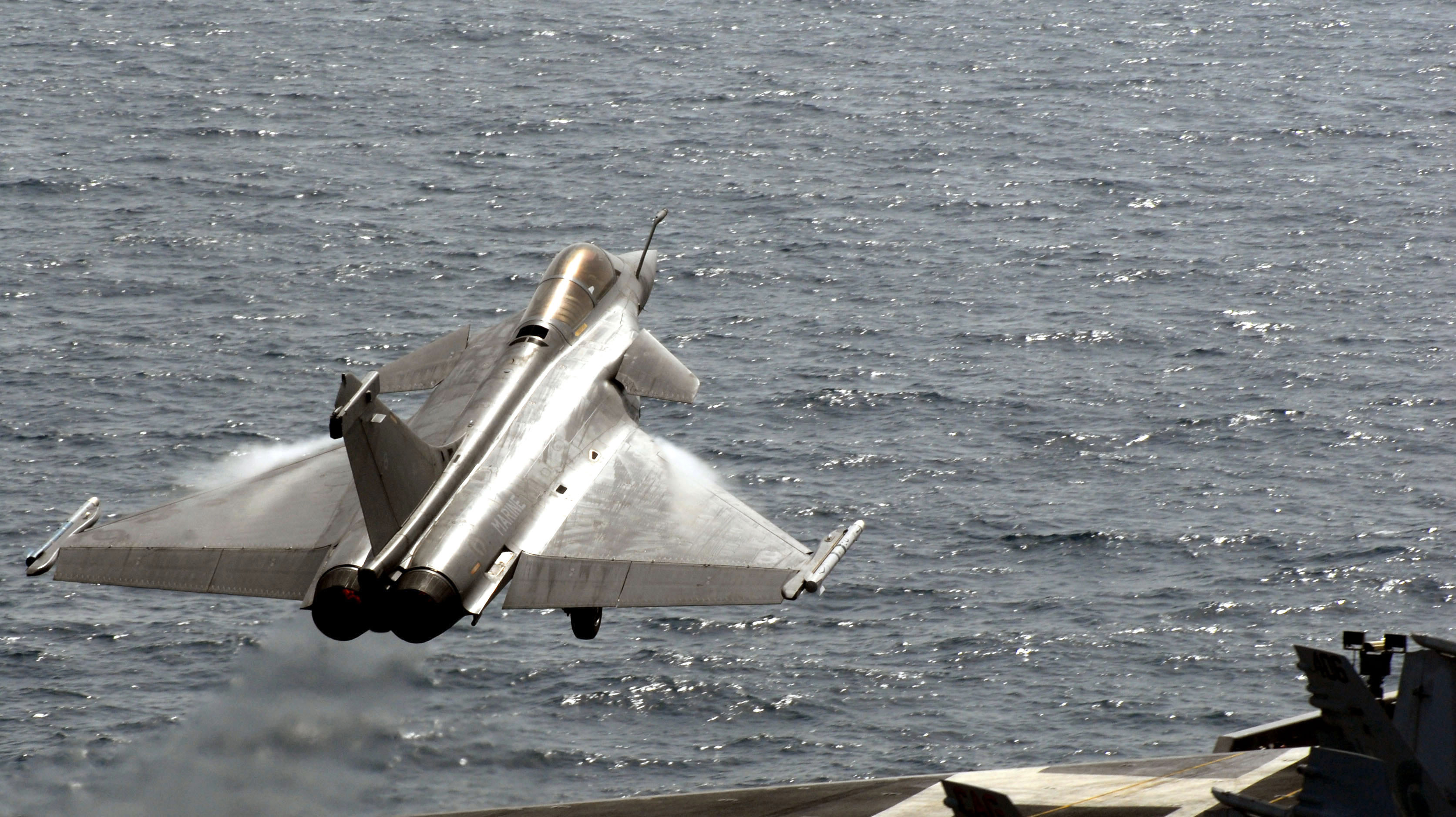
Rafale M de la flottille 12F.

Cocarde des aéronefs de l'aviation navale.

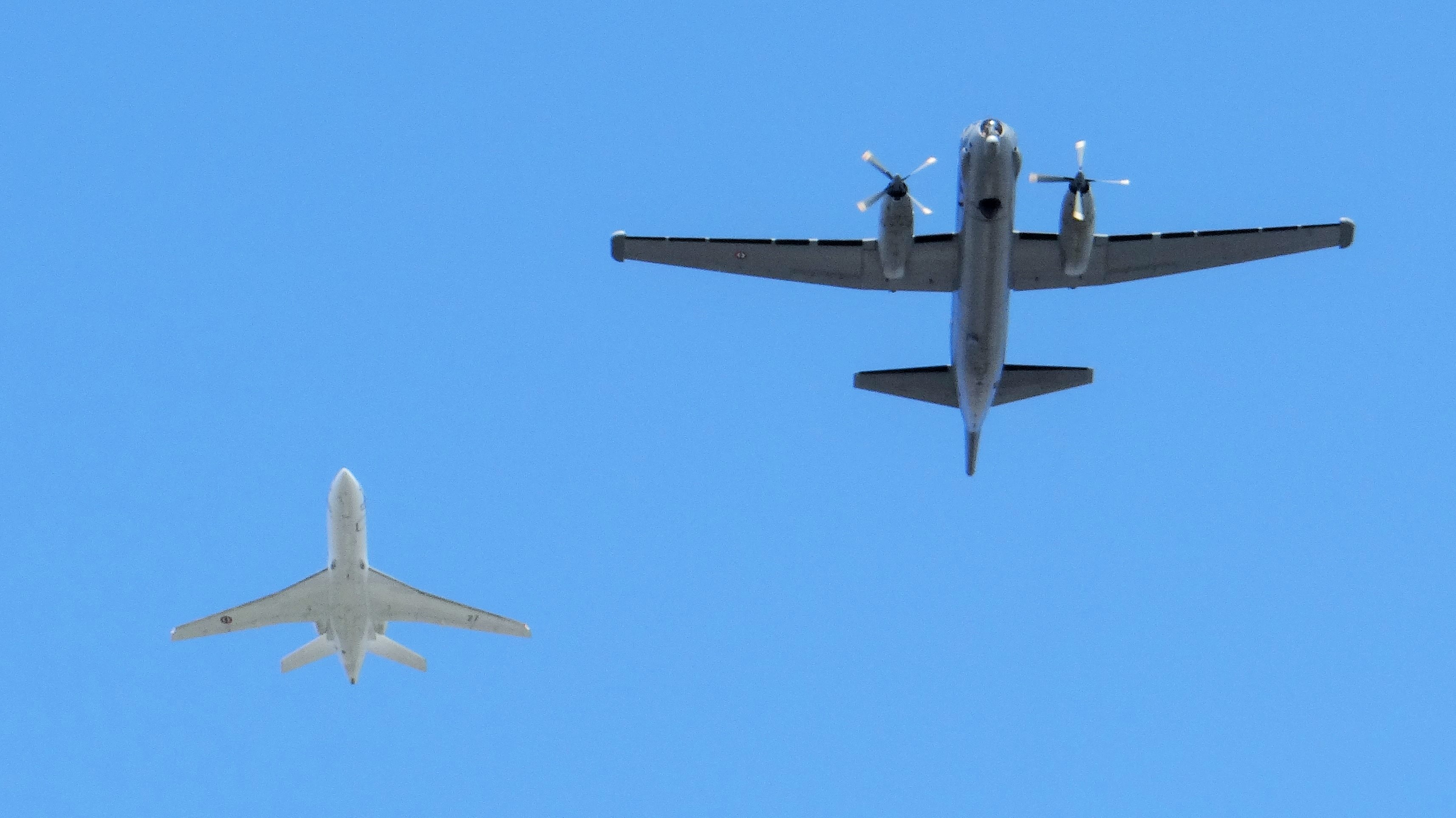
Un Atlantique 2 et un Falcon 50 de la Marine nationale, Paris, 2018.

L'aéronautique navale (un temps « Aviation Navale ») compte 177 aéronefs et 4 450 personnes, ainsi que quatre bases d'aviation navale (BAN) : Landivisiau, Lann-Bihoué, Hyères Le Palyvestre, Lanvéoc-Poulmic.
Elle est composée :
- du groupe aérien embarqué sur le porte-avions : 42 Rafale M, 3 E-2C Hawkeye, 3 Dauphin Pedro ;
- des hélicoptères embarqués sur les frégates de combat : 16 Panther, 27 Caiman Marine ;
- des hélicoptères de soutien, recherche & sauvetage en mer, formation : 3 Dauphin F Pedro (sûreté porte-avions), 6 Dauphin N SP (service public), 2 Dauphin N3+ SP (service public),12 Dauphin N3+ FI (flotte intérimaire), 6 Airbus Helicopter H160 ;
- des avions basés à terre de patrouille maritime: 22 Atlantique 2, et de surveillance maritime: 5 Falcon 200 Gardian et 8 Falcon 50M ;
- des avions et hélicoptères de soutien qui assurent des missions de transport, d'entraînement, de formation : 10 Xingu, 6 Falcon 10 Mer, 6 CAP 10.

L'ensemble de ces éléments est placé sous le commandement de l'amiral commandant la force maritime de l'aéronautique naval (ALAVIA), basé à Toulon.

### La force maritime des fusiliers marins et commandos (FORFUSCO)

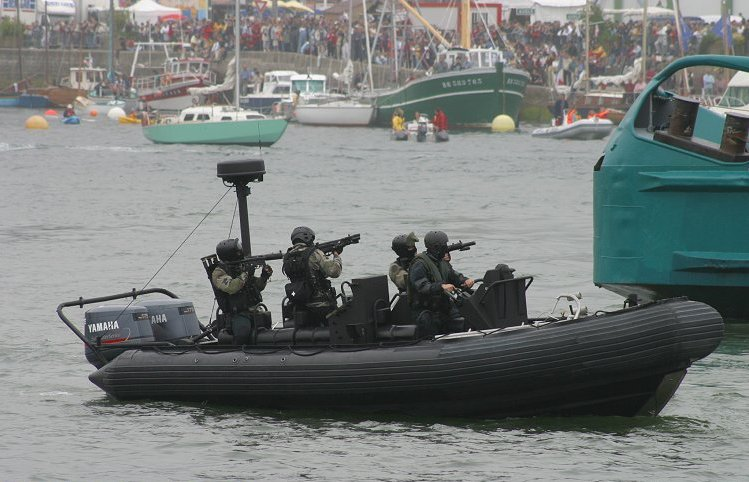
Démonstration d'assaut à la mer par le commando Jaubert.

Ils font partie d'une force dont l'état-major est basé à Lorient et comptent 2 700 personnes. Elle est placée sous le commandement de l'amiral commandant les fusiliers marins et commandos (ALFUSCO). Cette force participe à des opérations terrestres à partir de la mer, d'intervention en mer dans le cadre des missions de sauvegarde, des opérations de forces spéciales, la protection des sites sensibles. Elle comprend deux composantes :
- les commandos marine qui comprennent sept commandos : Jaubert, Trepel, de Penfentenyo, de Montfort (qui sont les 4 commandos de combat polyvalents, compétents en contre-terrorisme, reconnaissance spéciale et autres opérations du COS), Hubert (opérations du COS avec spécialité 'nageurs de combat'), Kieffer (Commandement et appui technique spécialisé) et Ponchardier (soutien aux opérations, logistique). Ils sont souvent déployés sous l'autorité du Commandement des opérations spéciales (COS) ;
- les fusiliers marins, forces spécialisées dans la défense sécurité : 3 bataillons (Amyot d'Inville, Détroyat et de Morsier) et 6 compagnies.

## Les services

### Le service logistique de la Marine (SLM)
À la suite d'une restructuration interarmées du 1er janvier 2010 et la fusion des différents commissariats des armées françaises en un Service du commissariat des armées, la création du SLM permet de regrouper l'ensemble des activités logistiques et techniques issues de l'atelier militaire de la flotte (AMF) et du Service du commissariat de la Marine (SCM).
Sa structure est composée du DSLM (direction du service logistique de la marine) dont dépendent les SLM de Brest, Toulon et Cherbourg.
Le SLM s'occupe des domaines suivants :
- rechanges navals et nautiques ;
- plongée ;
- transit et expéditions ;
- réparation et maintien en condition opérationnelle des bâtiments (ex AMF).

### Le service de soutien de la flotte (SSF)
Le service de soutien de la flotte est chargé du soutien technique des bâtiments de surface et des sous-marins. Ce service, composé de personnel de la Marine et de la DGA :
- pilote toute la maintenance programmée et les réparations effectuées par :
  - les équipages,
  - les moyens militaires de soutien (essentiellement le SLM et la DIRISI),
  - l'industrie, dont particulièrement Naval Group et d'autres entreprises titulaires de contrats négociés et mis en concurrence (ENDEL, CNN-MCO, PIRIOU, STX, LGM, NAVTIS) ;
- assure la gestion de la configuration des bâtiments et des matériels associés ;
- approvisionne les stocks de rechanges navals.

### La direction du personnel de la Marine (DPM)
La DPM est un organisme transverse qui englobe plusieurs services. Ayant un rôle organique majeur, elle est supervisée de près par le CEMM. Ses missions sont d'assurer le recrutement, la formation, la gestion continue des ressources humaines et la reconversion des marins. Parmi les services qui lui sont rattachés, on trouve notamment :

#### Le service de recrutement de la Marine (SRM)
Pour assurer son recrutement, la Marine dispose comme les autres armées de personnels affectés en CIRFA ; ce service a donc pour particularité d'être représenté plus ou moins partout en France, et non pas uniquement dans les régions disposant de bases navales. Il lui revient de recruter les quelque 4000 recrues annuelles dont l'institution a besoin.

#### Les organismes de formation
La Marine comprend également 4 écoles de formation initiale qui sont :
- l'École navale pour la formation des officiers et des cours des métiers du marin,
- l'École de maistrance qui forme les officiers mariniers,
- l'École des mousses,
- l'École des matelots.

De nombreuses écoles de spécialité existent dont le but est de dispenser, après une formation initiale, une formation de technicien adaptée à l'environnement maritime (Pôle École Méditerranée, école des applications militaires atomiques…

## Autres organismes
Les deux organismes qui suivent utilisent les grades de la Marine mais ne sont pas rattachés à la Marine nationale.

### Le bataillon de marins-pompiers de Marseille
Créé en 1939 à la suite de l'incendie des Nouvelles Galeries, le bataillon de marins pompiers de Marseille (BMPM) est numériquement l'unité opérationnelle la plus importante de la Marine nationale. Son effectif est de 2 477 marins-pompiers (dont 7 % de femmes) experts sur le domaine sanitaire, les feux de navires, urbains et de forêts.
Commandé par un officier général de marine, le « Bataillon » (comme il est appelé familièrement) est une unité atypique de la Marine nationale. Hors budget, car financée par la municipalité de Marseille, la métropole Marseille-Provence, la région PACA, le département des Bouches du Rhône et l'État, c'est la seule unité militaire française placée sous la direction et les ordres d'un maire. Le BMPM est chargé des secours tant contre les incendies urbains, les feux de forêts et de navires, que les périls de toutes natures menaçant la sécurité publique sur le territoire de Marseille, dans le grand port maritime de Marseille (Marseille, Port-de-Bouc, Fos/Lavéra), ainsi que sur l'aéroport international Marseille-Provence et sur le site de l'usine Eurocopter.
Le BMPM a effectué en 2013 111 000 interventions dont près des trois quarts pour du secours à victimes.

### La Gendarmerie maritime
Composante de la Gendarmerie nationale, la Gendarmerie maritime est mise pour emploi auprès du chef d'état-major de la Marine. Elle assure :
- des missions de sauvegarde maritime et de police générale dans les eaux territoriales et la ZEE, sous l'autorité du préfet maritime ;
- des missions de police judiciaire sous l'autorité du procureur de la République ;
- des missions de protection des établissements de la Marine à terre.

Son effectif compte 1 200 personnes et elle dispose de 38 patrouilleurs légers et vedettes répartis sur tout le littoral.

## La préparation de l'avenir
Les programmes en cours incluent principalement :
- le renouvellement des sous-marins nucléaires d'attaque, avec la classe Suffren, qui comptera six unités, dont la première a été livrée en 2020 ;
- la construction de 5 frégates de défense et d'intervention (FDI), livrables à partir de fin 2023 ;
- la construction de 7 patrouilleurs océaniques (PO), destinés aux façades métropolitaines et livrables à partir de 2025[13] ;
- la construction de 6 patrouilleurs outre-mer (POM), qui seront livrés de fin 2022 à 2025 ;
- la construction de 6 bâtiments de guerre des mines (BGM), dans le cadre du programme SLAMF (Système de lutte anti-mines du futur), livrables à partir de 2025 ;
- la construction de 4 bâtiments ravitailleurs de forces (BRF), en remplacement des 2 pétroliers ravitailleurs actuels, livrables de fin 2022 à 2029 ;
- la construction de 14 engins de débarquement amphibie standard (EDA-S), livrables de 2021 à 2030[14].
- la commande de drones SDAM (système de drone aérien pour la marine)[15]

## Marine nationale et environnement
La Marine contribue aux plans Polmar et à la surveillance de l'environnement marin (pollutions par les hydrocarbures en particulier) et au contrôle de la surpêche. Des conventions lient le ministère de la Défense et celui de l'Environnement ; une instruction du 19 septembre 2008, du Bureau de maîtrise des risques de l’état-major de la Marine nationale, précise les modalités de l’application de la réglementation environnementale et l’organisation en la matière de la Marine nationale. Ce document promeut aussi un état d’esprit de prévention pour la protection de l'environnement.

## Le personnel

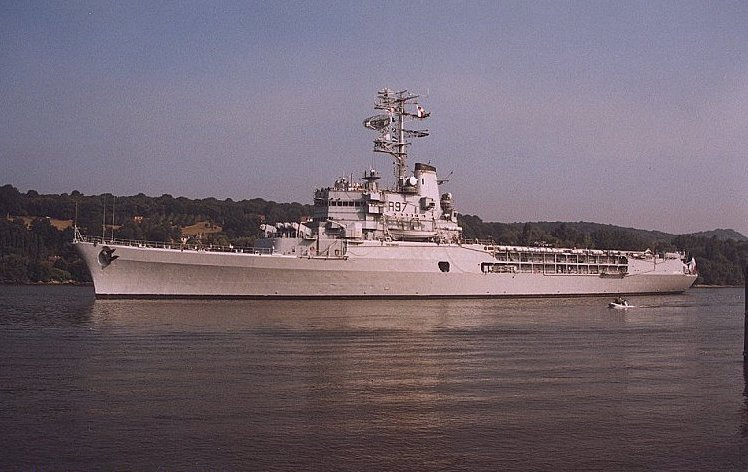
Le porte-hélicoptères Jeanne d'Arc en service de 1964 à 2010 a servi de bâtiment-école au profit du groupe école d'application des officiers de Marine (GEAOM).

Du fait de la professionnalisation et de la diminution du nombre de ses bâtiments, les effectifs de la Marine sont passés entre 1996 et 2020 de 70 000  à   41 529 personnes (38 829 militaires et 2 700 civils).
Ce personnel est réparti à cette date en 5 025 officiers, 25 345 officiers mariniers, 8 312 quartiers-maîtres et matelots, et 147 volontaires. Environ 5 600 femmes militaires servent aujourd’hui dans la Marine, soit 15 % de l’effectif militaire.
Chaque année, pour maintenir une moyenne d'âge jeune (31 ans), garantie de sa capacité opérationnelle, la Marine recrute environ 3 500 personnes. Les deux tiers de son personnel sont sous contrat, un tiers est « de carrière » (cadres de maistrance pour les officiers mariniers).

## Les bases et l'infrastructure

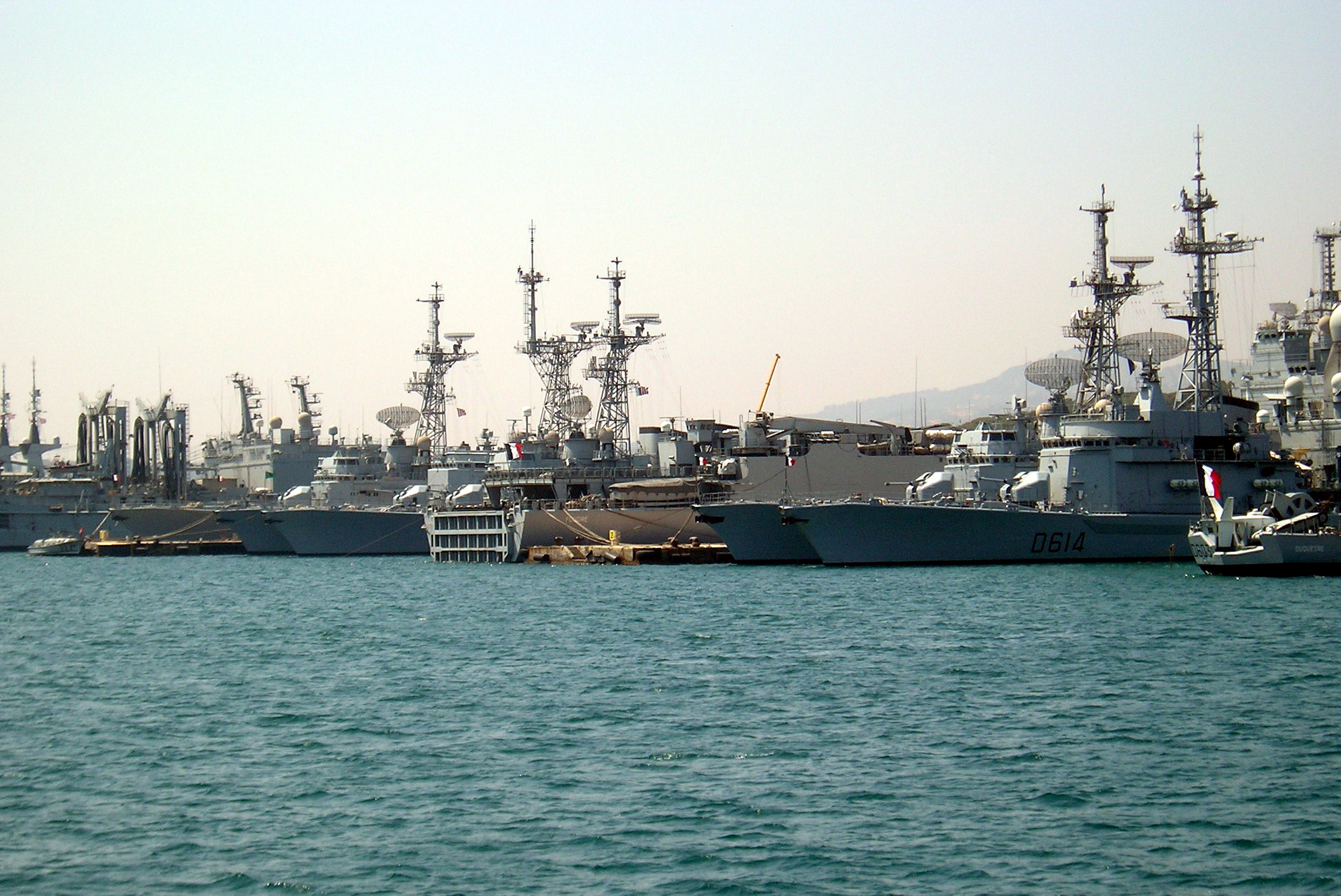
Base navale de Toulon.

Les bases navales sont au nombre de :
- 3 en métropole : Brest, Cherbourg et Toulon ;
- 5 outre-mer : Dégrad des Cannes (Guyane), Fort-de-France (Martinique), Nouméa (Nouvelle-Calédonie), Papeete (Polynésie française) et Port-des-Galets (La Réunion) ;
- 1 à l'étranger : Forces françaises aux Émirats arabes unis.

Ces bases ont pour mission d'accueillir les bâtiments stationnés et de passage et de leur fournir un soutien (protection, sécurité, administration, restauration et hôtellerie, soutien technique…). Elles disposent d'ateliers de réparation, de compagnies de marins-pompiers et de détachements de fusiliers marins.
À ces bases navales, il convient d'ajouter la base sous-marine de l'île Longue et les BAN, déjà citées.
La Marine dispose également d'installations louées aux gouvernements locaux à Dakar et Djibouti.
À ces bases, s'ajoutent des installations diverses réparties sur tout le territoire, notamment :
- des centres de télécommunications (Sainte-Assise, Rosnay, La Régine, Kerlouan) ;
- un réseau de sémaphores sur le littoral qui contribue à la mission de sauvegarde maritime et à la surveillance des eaux côtières.

## Traditions
La Marine nationale a toujours cultivé un sens aigu de l'innovation technique avec un grand respect pour ses traditions.

### Le passage de la ligne d'équateur
Le franchissement de l'équateur par un bâtiment est appelé le passage de la ligne. C'est l'occasion de festivités initiatiques organisées pour les marins qui le franchissent pour la première fois, on les appelle "néophytes". Elles s'achèvent par une cérémonie rituelle qui transforme le néophyte en "chevalier des mers". Un diplôme lui est remis. 

### Tenues
Les marins ne disent pas qu'ils portent un uniforme mais une tenue (comme les chasseurs), ou plutôt des tenues, car il y en a plusieurs : tenue de cérémonie, tenue de sortie, tenue de travail, tenue d'hiver et tenue d'été, ainsi que des tenues spécifiques selon les circonstances, les emplois et les activités.

### Devise et hymne
La devise de la Marine, gravée en lettres blanches ou dorées sur des plaques au fond bleu fixées sur les superstructures de tous ses bâtiments, est « Honneur, Patrie, Valeur, Discipline ».
La Marine possède un très vaste répertoire de chants de marins. En 2011, l'amiral Pierre Francois Forissier, chef d'état-major de la marine a pris l'initiative de doter la Marine nationale d'un Hymne de la Marine particulier, différent de l'hymne national.
La musique a été composée par le chef de musique des armées Didier Descamps, chef de la musique des équipages de la flotte de Brest et les paroles ont été écrites par le lieutenant de vaisseau Christian Beauval :
« Marin rejoins ton équipage
Tu es paré pour la mission
Bientôt commence l'appareillage
Du patrouilleur au porte-avions
Marin au cours de ton voyage
Tu hisses notre pavillon
Au loin très haut
Tu portes l'image de la France
Aux autres nations
Honneur, Valeur et Discipline
Mis au service de la Patrie
C'est la devise de la Marine
Qui s'est inscrite dans ta vie
C'est la devise de la Marine
Qui s'est inscrite dans ta vie ».